# Scott Steiner
Scott Carl Rechsteiner, meglio noto come Scott Steiner (Bay City, 29 luglio 1962), è un wrestler statunitense.
Steiner è principalmente conosciuto per i suoi trascorsi nella World Championship Wrestling, accanto al fratello maggiore Rick nel tag team
The Steiner Brothers, nella World Wrestling Federation/Entertainment e nella Total Nonstop Action Wrestling.
Ha vinto una volta il WCW World Heavyweight Championship, due volte il WCW United States Championship e il WCW World Television Championship e sette volte il WCW World Tag Team Championship. Inoltre, è stato il quarto Grand Slam Champion nella storia della federazione.

## Carriera

### Wrestling studentesco
Insieme al fratello Rick, Scott è diventato una stella del wrestling studentesco all'Università del Michigan, nei panni di "All-American", piazzandosi secondo nel "Big Ten Conference" nel suo secondo, terzo e quarto anno di università e piazzandosi al sesto posto ai campionati nazionali NCAA del 1986. Dopo la laurea, Scott divenne allievo di The Sheik grazie al quale si è confermato una stella del wrestling professionistico.

### Gli esordi
L'esordio ufficiale è datato 1986, nella World Wrestling Association di Indianapolis, dove combatteva con il suo nome di battesimo. Il 14 agosto dello stesso anno conquista il titolo della federazione, che manterrà per ben nove mesi, fino alla sconfitta subita contro Steve Wojokowski, al quale aveva in precedenza strappato il titolo. Dopo aver perso la cintura, Scott si lancia all'inseguimento dei titoli di coppia, che riesce a conquistare nell'ottobre 1987 insieme a Jerry Graham Jr. I due perderanno le cinture appena due mesi dopo. Nel 1988 si trasferisce in Tennessee e approda alla CWA (Continental Wrestling Association), dove adotta il nome d'arte Scott Steiner. Qui, in coppia con Bill Travis riesce a conquistare la cintura di coppia, che però perderanno solo una settimana dopo. Scott decide dunque di passare alla Jim Crockett Promotions dove, assieme al fratello Rick, formerà gli "Steiner Brothers".

### World Championship Wrestling (1988-1992)
Steiner ha esordito con la World Championship Wrestling (WCW) a Starrcade 1988: True Grit, aiutando suo fratello Rick a sconfiggere Mike Rotunda per l'NWA World Television Championship. Quando Rick perse il titolo di nuovo in favore di Rotunda a Chi-Town Rumble, lui e Scott iniziarono a competere in coppia.
Il 1º novembre 1989 ad Atlanta (Georgia), gli Steiner Brothers sconfissero i Fabulous Freebirds (Michael "P.S." Hayes & Jimmy Garvin) aggiudicandosi l'NWA World Tag Team Championship. Hanno conservato il titolo per oltre cinque mesi, sino a quando, il 19 maggio 1990 a Capital Combat, furono sconfitti dai Doom (Butch Reed & Ron Simmons) a Washington. Gli Steiner Brothers sconfissero i Midnight Express (Bobby Eaton & Stan Lane) vincendo l'NWA United States Tag Team Championship il 24 agosto a East Rutherford, New Jersey. Durante il loro regno la WCW, nel gennaio 1991, si distaccò dalla National Wrestling Alliance, e il titolo venne ribattezzato WCW United States Tag Team Championship. Il 18 febbraio dello stesso anno, due giorni dopo aver vinto il WCW World Tag Team Championship, svincolarono il WCW U.S. Tag Team Championship. Conquistato l'IWGP Tag Team Championship da Hiroshi Hase e Kensuke Sasaki a WCW/New Japan Supershow il 21 marzo, gli Steiner iniziarono ad essere riconosciuti come Triple Crown Champions. Allo stesso tempo, Scott Steiner continuò a gareggiare anche singolarmente. A Clash of the Champions XIV: Dixie Dynamite il 30 gennaio 1991, Steiner affrontò il campione del mondo WCW Ric Flair, perdendo. Vinse il WCW World Television Championship il 29 settembre 1992. Gli Steiner Brothers, tuttavia, a causa di divergenze contrattuali con l'allora capo della WCW Bill Watts, lasciarono la WCW per la World Wrestling Federation, e Scott venne privato del WCW World Television Championship.

### World Wrestling Federation (1992-1994)
Debuttarono in televisione in un'intervista del 21 dicembre, all'interno di un'edizione del WWF Prime Time Wrestling. Apparvero anche nel primo episodio del Monday Night Raw l'11 gennaio 1993. Debuttarono in pay-per-view il 24 gennaio alla Royal Rumble, sconfiggendo i Beverly Brothers (Blake e Beau). A WrestleMania IX, il 4 aprile, Gli Steiner Brothers sconfissero gli Headshrinkers (Samu e Fatu). Dopo WrestleMania, gli Steiner iniziarono un feud con i Money Inc.(Ted DiBiase & IRS). A King of the Ring, il 13 giugno, insieme agli Smokin' Gunns sconfissero gli Headshrinkers e i Money Inc. La sera successiva, il 14 giugno a Raw, gli Steiner sconfissero ancora i Money Inc. vincendo il WWF World Tag Team Championship a Columbus (Ohio). Tuttavia i Money Inc. riconquistarono i titoli il 16 giugno in un house show a Rockford (Illinois), per perderli nuovamente in favore degli Steiner Brothers in un altro house show il 19 giugno a Saint Louis, Missouri. Difesero con successo il loro titolo contro gli Heavenly Bodies (Tom Prichard & Jimmy Del Ray) il 30 agosto a SummerSlam. Il 13 settembre, in un episodio di Raw a New York, però persero il titolo in favore dei Quebecers (Jacques and Pierre) in un "Province of Quebec rules" match, nel quale i titoli potevano passare di mano anche per squalifica. Il match terminò quando il manager dei Quebecers, Johnny Polo, gettò un bastone da hockey sul ring, catturato ingenuamente da Scott. Quando l'arbitro si accorse dell'arma illegale nelle mani di Scott, squalificò gli Steiner decretando così il passaggio del WWF Tag Team Championship ai canadesi. Scott si vendicò sconfiggendo Pierre in un single match la settimana successiva a Raw. Il 22 gennaio 1994 entrambi gli Steiner parteciparono alla Royal Rumble, con Scott entrato come primo, e Rick come terzo. I fratelli collaborarono fino all'eliminazione per mano rispettivamente di Owen Hart e Diesel.
Gli Steiner Brothers lasciarono la WWF a metà del 1994.

### Extreme Championship Wrestling (1995)
Gli Steiner Brothers debuttarono nella Extreme Championship Wrestling (ECW) il 28 luglio 1995 all'Orange County Fairgrounds a Middletown (New York), sconfiggendo Dudley Dudley e Vampire Warrior. Apparvero poi con la ECW a Flagstaff il 4 agosto a Jim Thorpe, Pennsylvania, sconfiggendo Dudley Dudley e 2 Cold Scorpio. Gli Steiner debuttarono ufficialmente, a Filadelfia (Pennsylvania), all'ECW Arena il 5 agosto a Wrestlepalooza 1995, in coppia con Eddie Guerrero perdendo contro Scorpio, Dean Malenko, e Cactus Jack. Il 25 agosto a Jim Thorpe sconfissero Scorpio e Malenko, e sempre Scorpio, la sera successiva, affiancato da Chris Benoit. Il 28 agosto sconfissero Dudley Dudley e Dances With Dudley al Big Apple Dinner Theater a Kennett Square, Pennsylvania. A Gangstas' Paradise il 16 settembre, Gli Steiner unirono le forze con Taz perdendo però contro gli Eliminators (John Kronus e Perry Saturn) e Jason. Il 23 settembre a Middletown, sconfissero Raven and Stevie Richards. Scott Steiner fece la sua ultima apparizione in ECW il 28 ottobre, in coppia con Taz perdendo contro gli Eliminators in un tag team match.

### Ritorno in WCW (1996-2001)
Gli Steiner firmarono nuovamente per la WCW nel 1996. Vinsero il WCW World Tag Team Championship battendo gli Harlem Heat il 24 luglio, per poi riperderlo sempre contro gli stessi Harlem Heat appena tre giorni dopo. Dopo la formazione del New World Order (NWO), gli Steiner Brothers iniziarono un feud con gli Outsiders, i quali avevano vinto il WCW World Tag Team Championship sconfiggendo gli Harlem Heat.
Alla fine del 1997 Steiner aveva aumentato la sua massa muscolare, tagliato i capelli e sfoggiato il pizzetto. Iniziò un feud con Buff Bagwell del NWO incentrato su chi avesse il fisico migliore, esibendosi sotto gli occhi del pubblico. Lui e suo fratello cominciarono ad avere problemi a fare squadra insieme sul ring. Scott lasciava spesso da solo Rick sul ring rifiutando di dargli il cambio. Scott, il 22 febbraio 1998, entrò nell'NWO a SuperBrawl VIII, attaccando suo fratello Rick mentre insieme difendevano il WCW World Tag Team Championship contro gli Outsiders. La notte successiva, a Monday Nitro, adottò una nuova gimmick che un po' ricordava "Superstar" Billy Graham, tingendosi capelli e barba biondi e aumentando ulteriormente la sua massa muscolare. Adottò due nuovi soprannomi: "White Thunder" (in riferimento ai suoi capelli e al suo pizzetto ossigenato e alla sua tuta bianca) e "Superstar" (come omaggio a "Superstar Billy Graham"), inclusa una 'S' nera in stile Superman". Alla fine adottò il soprannome di "Big Poppa Pump", che molti pensavano s'ispirasse alla canzone Big Poppa del rapper newyorkese Notorious B.I.G. Steiner ben presto unì le forze con Buff Bagwell che aveva cominciato a farsi chiamare "Buff Daddy" - ispirato al rapper Puff Daddy. Rimase membro del NWO fino a quando il gruppo non si sciolse all'inizio del 1999.
Durante la maggior parte del 1999, ebbe un feud con wrestler come Goldberg, Diamond Dallas Page, Booker T, e Rey Misterio Jr., vincendo sia l'United States Heavyweight Championship che il WCW World Television Championship. Alla fine del 1999, Steiner subì un infortunio alla schiena che lo costrinse allo stop. In un episodio di WCW Monday Nitro di dicembre a Houston (Texas), tenne un lungo discorso annunciando il suo ritiro dal wrestling. Più tardi quella stessa sera, Steiner rivelò invece di essere in perfetta salute, attaccando Sid Vicious. Continuò ad essere membro del NWO riformatosi nel 2000.
Quando l'NWO si sciolse nuovamente, Steiner divenne uno dei membri di spicco della stable New Blood di Vince Russo eD Eric Bischoff. Il 26 novembre a Milwaukee (Wisconsin), sconfisse Booker T vincendo il WCW World Heavyweight Championship, diventando così anche un WCW Triple Crown Champion. Nel gennaio 2001, divenne il fulcro della stable Magnificent Seven di Ric Flair. Il feud di Steiner con Booker T continuò per diversi mesi fin quando il WCW World Heavyweight Championship non tornò nelle mani di Booker T nell'ultimo episodio di Monday Nitro il 26 marzo 2001. Successivamente la compagnia venne acquistata dalla rivale WWF. A differenza di alcuni suoi colleghi, Steiner non si trasferì in WWF, preferendo aspettare la fine del contratto che lo legava ancora un anno alla AOL Time Warner e non prendendo parte alla storyline dell'Invasion.

### World Wrestling All-Stars (2001-2002)
Alla fine del contratto con AOL-Time Warner nel novembre 2001, Steiner passò alla World Wrestling All-Stars, dove si riunì a Midajah. Apparì negli house show WWA in Europa e in Australia a cavallo tra il 2001 e il 2002. Al terzo pay-per-view WWA, The Eruption, il 12 aprile 2002, alla Rod Laver Arena a Melbourne, Steiner sfidò Nathan Jones per il WWA World Heavyweight Championship. Nonostante la presenza del WWA Commissioner Sid a bordo ring, Steiner fu in grado di ingannarlo per strappare la vittoria, colpendo Jones con la cintura. Steiner conservò il titolo per diversi mesi, senza tuttavia mai difenderlo, prima di sbarazzarsene nel novembre 2002, lasciando la WWA per approdare alla World Wrestling Entertainment (WWE). In una delle sue ultime apparizioni prima di ritornare in WWE, Steiner si affiancò a suo fratello Rick per sconfiggere Hiroshi Tanahashi e Kensuke Sasaki, il 2 maggio 2002 in Giappone, nel trentesimo anniversario della New Japan Pro-Wrestling, in un match arbitrato da Chyna.

### Ritorno in WWE (2002–2004)
Nell'ottobre 2002, Steiner firmò un contratto triennale con la World Wrestling Entertainment, e tornò, il 17 novembre, sugli schermi WWE dopo otto anni di assenza alle Survivor Series al Madison Square Garden. All'evento, attaccò Matt Hardy e Christopher Nowinski dopo che i due avevano eseguito un promo insultando New York, esordendo così come face. Nelle settimane successive, i general manager Eric Bischoff e Stephanie McMahon corteggiarono Steiner per persuaderlo a firmare per i rispettivi brand, Raw o Smackdown. Alla fine la spuntò Bischoff, dopo che la McMahon avevo respinto le avances di Steiner. Una volta a Raw, Steiner sfidò il World Heavyweight Champion Triple H in due match, con il titolo in palio, alla Royal Rumble 2003 e a No Way Out. Steiner vinse il primo match per squalifica, dopo che Triple H lo aveva attaccato con il martello, e perse il secondo e ultimo match per schienamento.
Più tardi, nel 2003, Steiner formò un tag team con Test, con Stacy Keibler manager. Il team restò unito per diversi mesi ed ebbe delle rivalità con altri tag team, come La Résistance. la coppia si sciolse quando Test effettuò un turn heel a causa del suo trattamento misogino ai danni della Keibler. A Bad Blood, il 15 giugno 2003, Steiner sconfisse Test in un grudge match con in palio i servizi manageriali della Keibler. Perse però il rematch durante un episodio di Raw, il 18 agosto 2003. Ad Unforgiven, il 21 settembre, Steiner affrontò Test con ancora una volta in palio i servizi manageriali della Keibler. In caso di sconfitta, Steiner sarebbe diventato schiavo del suo avversario. Fu sconfitto per un errore della Keibler, e il tag team fu riformato. Dopo un altro errore della Keibler, che costò un match ai due partner, durante l'episodio di Raw del 29 settembre, un frustrato Steiner stese la Keibler con un belly to belly suplex, turnando heel. Steiner e Test continuarono a collaborare, con la Keibler non troppo convinta. Steiner subì un infortunio nel 2004, restando ai box per due mesi. Mentre recuperava, la WWE negoziò il suo svincolamento, e Steiner lasciò la federazione il 17 agosto 2004.

### Circuito indipendente (2004-2005)
Steiner subì un intervento chirurgico al piede nel luglio 2004, con sei viti inserite, un trapianto del tendine e un innesto osseo, ed una successiva convalescenza lunga otto mesi. Tornò sul ring, il 28 agosto 2005 a Asheville (Carolina del Nord), per la federazione indipendente della Universal Championship Wrestling, in coppia con suo fratello Rick e sconfiggendo Disco Inferno e Jeff Lewis. Scott Steiner lottò brevemente anche per la LAW, dove lavorò accanto a Buff Bugwell feudando con il tag team Fame and Fortune.

### Total Nonstop Action Wrestling

#### Competizione singola (2006-2009)

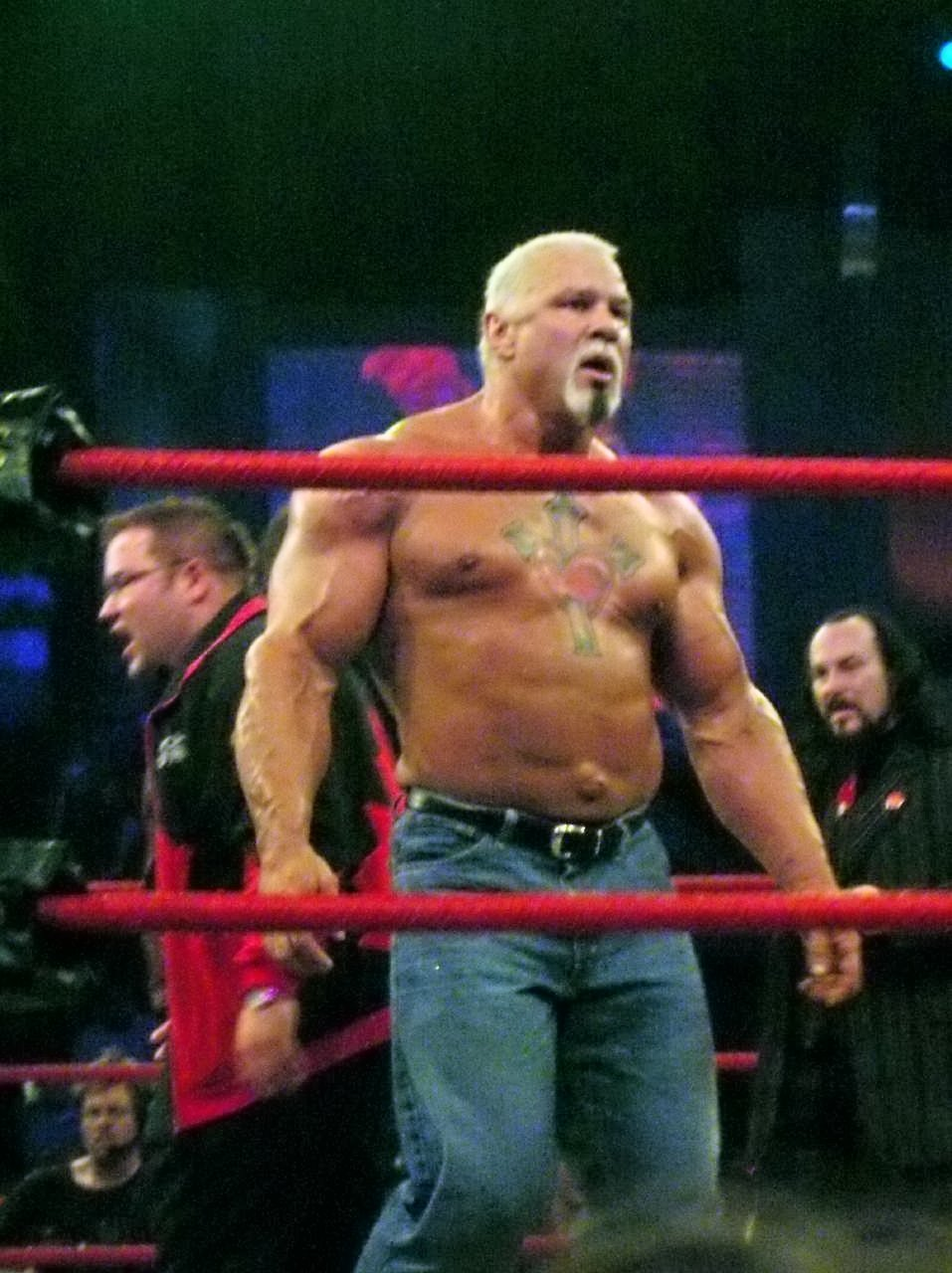
Scott Steiner in TNA nel 2006

Steiner debuttò con la Total Nonstop Action Wrestling a Destination X 2006. Prima del suo debutto a Impact il 18 marzo 2006, si presentò come guardia del corpo di Jeff Jarrett. Nelle settimane successive, Steiner iniziò ad attaccare i membri del roster TNA, chiedendo di essere assunto. A Lockdown, il 23 aprile 2006, Steiner, Jarrett e gli America's Most Wanted persero contro Sting, A.J. Styles, Ron Killings e Rhyno in un Letal Lockdown match. Dopo la sconfitta, il 14 maggio 2006, Steiner e Jarrett sfidarono Sting e qualsiasi partner avesse scelto a Sacrifice. Sting prese in considerazione Buff Bugwell, Lex Luger e Rick Steiner, prima di scegliere Samoa Joe. Sting e Joe sconfissero Steiner e Jarrett a Sacrifice. Dopo non essere riuscito a sconfiggere Sting in un match di qualificazione al terzo King of the Mountain match, Steiner affrontò Samoa Joe in un single match a Slammiversary, perdendo. A Victory Road, Steiner affrontò Joe, Sting e Christian Cage in un match a quattro per decretare il primo contendente al NWA World Heavyweight Championship di Jarrett. Il match fu vinto da Sting, schienando Steiner che tornò a ricoprire il ruolo di guardia del corpo di Jarrett. Steiner affrontò poi Christian Cage, ad agosto, ad Impact, oltre che presenziare all'angolo di Jarrett nel corso di Hard Justice. L'8 febbraio 2007, Steiner tornò in TNA rivelando di essere il "consulente speciale" del NWA World Heavyweight Champion Christian Cage nel match di quest'ultimo contro Kurt Angle, ad Against All Odds, entrando a far parte della coalizione di Christian. Steiner iniziò poi un feud con Kurt Angle, dopo essergli costato il titolo ad Against All Odds. Steiner fu eliminato da Samoe Joe in un Gauntlet match dove il vincitore avrebbe affrontato il campione Christian Cage a Destination X. Proprio a Destination X, fu sconfitto da Angle in un Grudge match. A Lockdown, Steiner fu parte del team Cage che affrontò il team Angle in un Lethal Lockdown match.
A Sacrifice, Steiner si riunì a Rick. Gli Steiner Brothers avrebbero dovuto affrontare il Team 3D in un "dream match" a Slammiversary, ma Scott fu sostituito da Road Warrior Animal dopo aver subito un grave trauma alla gola. Steiner tornò in TNA il 15 luglio 2007, a Victory Road, costando a Brother Ray una sconfitta. A Bound for Glory, gli Steiner Brothers sconfissero il Team 3D in un a 2-out-of-3 Tables match. Gli Steiner continuarono poi a combattere, a Genesis, contro i Tag Team Champions Tomko e A.J. Styles, perdendo.
Scott partecipò, a Turning Point, al “Feast or Fired” match dove conquistò una delle quattro valigette in palio, all'interno di una delle quali si celava il diritto di poter concorrere per il TNA World Heavyweight Championship. Il 13 dicembre, ad Impact!, Steiner sconfisse Petey Williams, B.G. James e Christopher Daniels. Dopo il match, Jim Cornette offrì a Steiner un assegno da $50,000 in cambio della sua valigetta, ma quest'ultimo si rifiutò preferendo scambiare la sua valigetta con quella di Petey Williams, accorgendosi soltanto successivamente di aver barattato la title shot per il TNA World Heavyweight Championship con quella per l'X Division Championship. Ad Against All Odds, Steiner sconfisse Williams, vincendo entrambe le valigette, grazie all'aiuto di una sconosciuta, alta e muscolosa donna afro-americana, nota poi come Rhaka Khan. Dopo aver conquistato entrambe le title shot e aver affrontato Abyss, Steiner lanciò una sfida contro chiunque gli si fosse parato davanti, e Petey Williams rispose all'appello. Williams perse il match dopo l'ennesima interferenza da parte della Khan, e Scott, stupito dal coraggio del wrestler, decise di prenderlo sotto la sua ala protettiva. Il 17 aprile, ad Impact!, Steiner regalò a Williams la title shot per l'X Division Championship. Più tardi, quella stessa sera, Williams sfruttò la title shot battendo Jay Lethal, laureandosi campione. A Sacrifice, Steiner invece non sfruttò al meglio la sua title shot per il TNA World Heavyweight Championship, perdendo contro Samoa Joe e infortunandosi al ginocchio. Nel marzo 2008, Steiner partecipò, nella Asistencia Asesoría y Administración, all'evento Rey de Reyes (2008), dove con Ron Killings e la Legión Extranjera di Konnan (Electroshock e Kenzo Suzuki) sconfisse Alebrije, Charly Manson, Laredo Kid e Chavo Guerrero, Sr. Il 24 giugno, fu rivelato che Steiner aveva subito un intervento chirurgico al legamento crociato anteriore, e che sarebbe rimasto fuori dal ring per alcuni mesi.

#### Main Event Mafia (2008-2009)

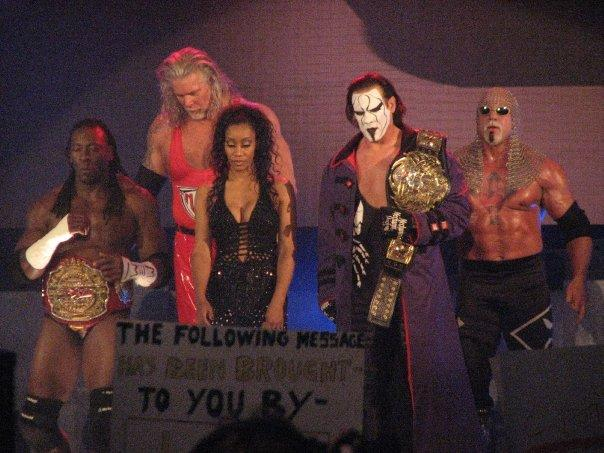
I Main Event Mafia

Steiner ritornò il 30 ottobre ad Impact!, unendosi al Main Event Mafia e attaccando numerose superstar con un tubo di piombo. Il 13 novembre, sempre ad Impact!, Steiner tradì il suo protetto Petey Williams dopo che questi gli aveva chiesto spiegazioni circa la sua adesione al Main Event Mafia, e la stable provvide subito a malmenarlo nel backstage. A Genesis, Mick Foley, A.J. Styles e Brother Devon sconfissero Steiner, Booker T e Cute Kip, dopo che Foley aveva schienato Steiner in seguito a un double underhook DDT su una sedia d'acciaio. Ad Against All Odds, Steiner sconfisse Petey Williams con una Steiner ScrewDriver.
Steiner entrò in collisione col rientrante Samoa Joe, che minacciò e aggredì Steiner per diverse settimane prima di fronteggiarlo una volta per tutte a Destination X. Steiner vinse il match per squalifica, ma i due continuarono a lottare al di fuori dell'arena. Steiner e Booker T formarono allora un tag team (targato Main Event Mafia) che subito mirò alla conquista del TNA World Tag Team Championship. A Victory Road, Steiner e Booker T sconfissero i Beer Money, Inc. (James Storm e Bobby Roode), vincendo il World Tag Team Championship. A Bound for Glory, Steiner e Booker T persero il titolo in favore dei British Invasion, in un Four Way Full Metal Mayhem Tag Team match che comprendeva anche il Team 3D e i Beer Money. Nel successivo episodio di Impact!, Angle annunciò la morte del Main Event Mafia, anche se Steiner rifiutò di ammetterlo.
Dopo la fine del Main Event Mafia, Steiner feudò con Bobby Lashley che sconfisse in un Falls Count Anywhere match, a Turning Point. Il mese successivo, a Final Resolution, Lashley sconfisse Steiner in un Last Man Standing Match. Il 4 febbraio 2010, il profilo di Steiner fu rimosso dal sito ufficiale della TNA. Il suo svincolamento fu confermato la settimana successiva.

### World Wrestling Council (2010)
Dopo la sua partenza dalla TNA, Steiner passò alla federazione portoricana della World Wrestling Council, debuttando a marzo in un segmento dove attaccò l'Universal Heavyweight Champion Ray González. Il 3 aprile, a "Camino a la Gloria" 2010, lottò nel suo primo match ufficiale, perdendo proprio contro Gonzalez in un incontro valido per l'Universal Heavyweight Championship. Tuttavia, il 24 aprile, Steiner sconfisse Gonzalez in un rematch e si laureò nuovo campione. Il 29 maggio, Steiner fu privato del titolo dopo un match conclusosi in un "no contest", sempre contro Gonzalez. L'11 luglio, Gonzalez sconfisse Steiner in un match arbitrato da Ricky Banderas e valido per l'Universal Heavyweight Championship.

### Ritorno in TNA (2011-2012)

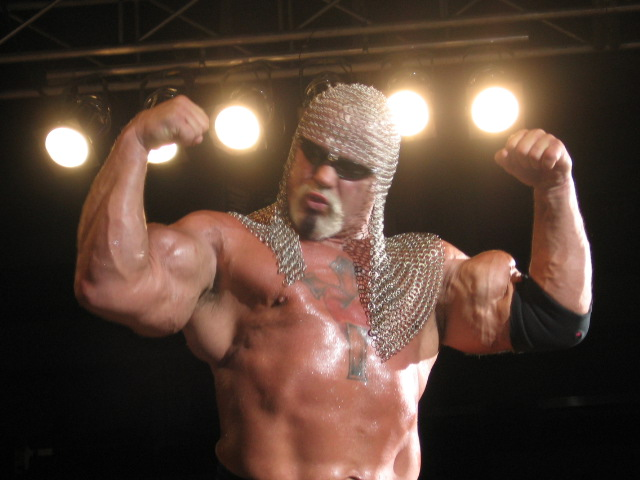
Scott Steiner in TNA

Il 12 gennaio 2011, alle registrazioni della puntata di Impact! del 27 gennaio, Steiner ritornò nella federazione da "face", salvando Kurt Angle, Matt Morgan e Crimson dai Fortune e gli Immortal. La settimana successiva, i Fortune tradirono gli Immortal e si allearono a Steiner, Angle e Crimson. Steiner lottò nel suo primo match di ritorno il 13 febbraio, ad Against All Odds, insieme a James Storm e Bobby Roode, sconfiggendo gli Immortal Rob Terry, Gunner e Murphy in un six man tag team match, grazie alla sua "Frankensteiner". Steiner iniziò poi un feud con Rob Terry, dopo che questi lo aveva attaccato, il 24 febbraio ad Impact!. La settimana successiva, Steiner sconfisse Terry in un single match. Il 24 marzo, ad Impact!, Steiner formò un tag team con Crimson e sconfisse gli Ink Inc. (Jesse Neal e Shannon Moore) in un tag team match. Dopo il match, Moore mancò di rispetto a Steiner e lo affrontò la settimana successiva, perdendo. Il 17 aprile, a Lockdown, Steiner e Crimson fallirono la conquista della title shot valida per il TNA World Tag Team Championship, in un four tag team Steel Cage Match vinto dagli Ink Inc. Nel successivo episodio di Impact!, Steiner turnò "heel" attaccando Matt Morgan, dopo che entrambi avevano annunciato l'intenzione di concorrere per il TNA World Heavyweight Championship. Durante il loro feud, furono protagonisti di una rissa nel backstage, il 28 aprile, ad Impact!. Il 26 maggio, sempre ad Impact!, Steiner interferì nel match tra Morgan e Jeff Jarrett, costando la sconfitta al rivale. Il 2 giugno, ancora ad Impact!, Steiner e Jarrett sconfissero Morgan ed Angle. Il 12 giugno, a Slammiversary, Morgan sconfisse Steiner in un single match che sancì la conclusione del feud. Il 30 giugno, Steiner entrò a far parte degli Immortal. 13 novembre, a Turning Point, Steiner e Bully Ray furono sconfitti dagli ex Immortal Mr. Anderson e Abyss in un tag team match. Dopo tre mesi di inattività, a marzo 2012, Steiner fu ufficialmente svincolato dalla TNA.

### Circuito indipendente (2013-2019)
Da dicembre, Steiner è entrato a far parte della Ring Ka King, una federazione di wrestling satellite della TNA, con base in India. Il 22 febbraio, Steiner e Abyss si sono laureati Ring Ka King Tag Team Champions. Hanno perso i titoli, il 14 aprile, in favore dei Bollywood Boyz.
Dopo il definitivo svincolamento dalla TNA, Steiner ha iniziato ad esibirsi in varie federazioni europee di wrestling in un tour europeo. Il 31 maggio, in coppia con suo fratello Rick, conquista il Preston City Wrestling Tag Team Championships per poi perderlo il giorno dopo. Il 2 giugno conquista il Dutch Pro Wrestling Heavyweight Championship. Il 23 giugno, di nuovo in coppia con suo fratello Rick, sconfigge Eddie Kingston ed Homicide all'evento House Of Hardcore II.
Il 18 maggio 2015, è stato annunciato il suo ingaggio presso la Global Force Wrestling, federazione di proprietà di Jeff Jarrett.

### Ritorno ad Impact Wrestling (2017-2019, 2020))
Steiner è tornato in TNA, nella puntata del 23 aprile 2017.

### National Wrestling Alliance (2019-2020)
Nel dicembre 2019, fa il suo ritorno a sorpresa firmando un contratto con la National Wrestling Alliance. Viene visto il 7 gennaio dove viene rivelato che è il terzo membro del team di Nick Aldis. Debuttò sul ring la settimana successiva, contro il team Morton. Steiner sfidò Aron Stevens per l'NWA National Championship al PPV Hard Times. Lo sconfisse per squalifica, e quindi Stevens mantenne il titolo.

### Ritorno in WWE (2022)
Dopo anni di dissapori con la WWE (in particolare con Triple H a causa della sua gestione nei primi anni duemila), il 28 marzo 2022 fu annunciato l'ingresso degli Steiner Brothers nella WWE Hall of Fame.

## Incidenti sul ring e controversie

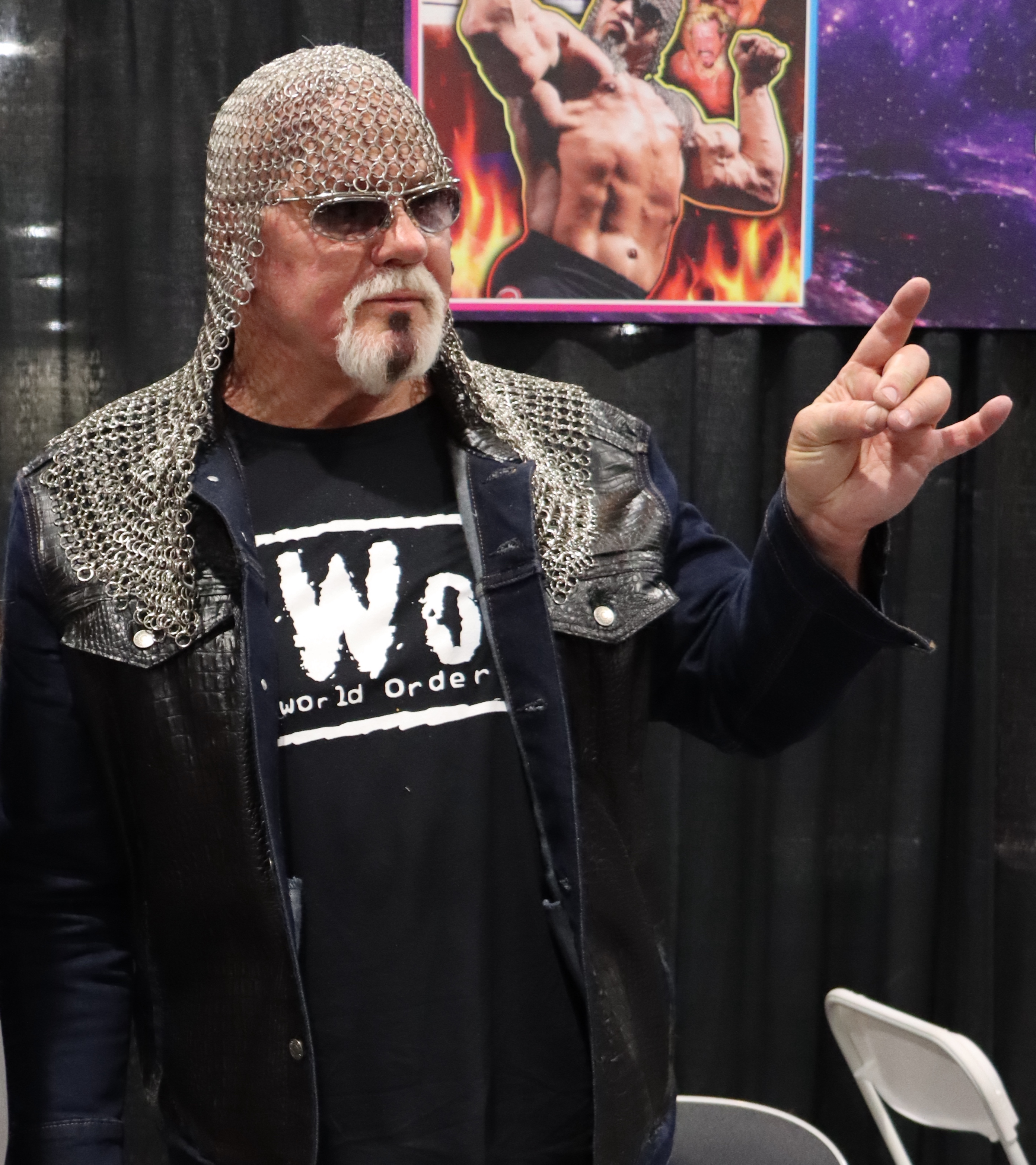
Scott Steiner nel 2024

In un house show della TNA del 3 giugno 2007 a San Juan, in Porto Rico, Steiner fu colpito alla gola con un calcio dal suo avversario Apolo. Dopodiché cominciò ad espettorare, tossendo sangue. Fu portato all'ospedale dove gli fu diagnosticata la rottura della trachea e i medici dissero che a Scott sarebbero rimaste solo 5 ore di vita. Fu quindi messo in coma per 2 giorni. Mentre i dottori inizialmente operavano attraverso le sue costole e il suo polmone per riparare la perdita, successivamente iniziarono a rimuovere il liquido dai suoi polmoni (un intervento che durò due settimane). Non potendo lasciare il paese con un volo di linea (le variazioni di pressione avrebbero potuto far collassare i polmoni), Rechsteiner lasciò Porto Rico su una nave da crociera e arrivò negli Stati Uniti una settimana più tardi.
Dopo il suo abbandono della TNA, Rechsteiner cominciò ad esprimere attraverso Twitter il proprio disprezzo verso la dirigenza TNA, nello specifico Hulk Hogan ed Eric Bischoff. Come risultato, fu contattato dai legali della TNA. Dopo aver continuato a fare simili esternazioni, la TNA gli fece causa nel giugno 2012. Egli rispose intentando a sua volta causa alla TNA il 10 settembre, sostenendo che gli spettavano dei diritti d'autore che non gli erano stati pagati. A novembre fu diffusa la notizia che Rechsteiner aveva intentato una seconda causa alla TNA, dichiarando di essersi infortunato per colpa della decisione presa da dirigenti TNA come Hogan di permettere a Jeff Hardy di lottare con lui mentre era intossicato da varie sostanze. La causa della TNA nei confronti di Rechsteiner è stata archiviata nel febbraio 2016.
A Rechsteiner venne proibito di assistere alla cerimonia della WWE Hall of Fame del 2015 dopo che la moglie di Hogan lo aveva accusato di averla avvicinata all'aeroporto di San Jose in California, minacciando di voler uccidere suo marito. Denunciato alla polizia, Rechsteiner negò di avere proferito minacce di morte nei confronti di Hulk Hogan.
Il 6 marzo 2020, durante la registrazione di una puntata di Impact! ad Atlanta, Reichsteiner collassò nel backstage e avendo smesso di respirare, si rese necessario l'impiego di un defibrillatore per rianimarlo.

## Altre apparizioni
Nel 2001 è apparso in una puntata della serie televisiva americana Streghe (episodio 3x12, Wrestling con i demoni), nel ruolo del demone wrestler Mega-Man, insieme a Booker T e Buff Bagwell.

## Personaggio

### Mosse finali

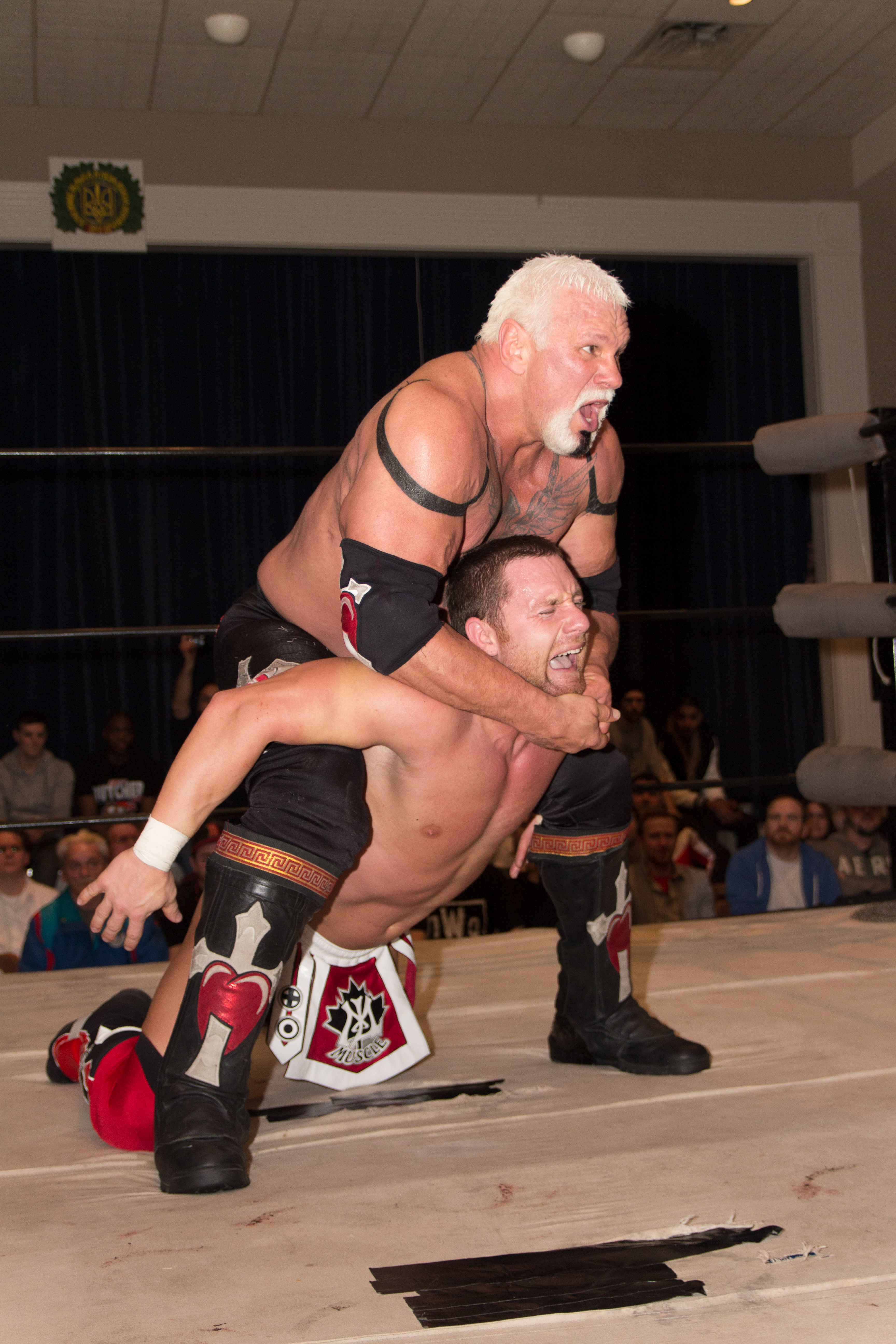
Scott Steiner esegue la Steiner Recliner

- Steiner Screwdriver (Vertical Suplex Piledriver)
- Steiner Recliner (Camel Clutch)
- Steiner Flatliner (Reverse STO)
- Frankesteiner
- Steiner-Line (Lariat)

### Manager
- Missy Hyatt
- Ted DiBiase
- Midajah
- Stacy Keibler
- Rhaka Khan

### Soprannomi
- "White Thunder"
- "Superstar"
- "Big Poppa Pump"
- "The Big Bad Booty Daddy"
- "The Genetic Freak"
- "Freakzilla"

## Titoli e riconoscimenti
- Continental Wrestling Association
  - CWA World Tag Team Championship (3) – con Billy Travis (2) e con Jed Grundy (1)
- Dutch Pro Wrestling
  - DPW Heavyweight Championship (1)
- Jim Crockett Promotions/World Championship Wrestling
  - WCW United States Heavyweight Championship (2)
  - WCW World Heavyweight Championship (1)
  - WCW World Tag Team Championship (7) – con Rick Steiner
  - WCW World Television Championship (2)
  - NWA/WCW United States Tag Team Championship (1) – con Rick Steiner
  - Pat O'Connor Memorial Tag Team Tournament (1990) – con Rick Steiner
  - Ottavo WCW Triple Crown Champion
- Mid-Atlantic Championship Wrestling
  - NWA Mid-Atlantic Heavyweight Championship (1)
  - NWA Mid-Atlantic Tag Team Championship (1) – con Rick Steiner
- New Japan Pro-Wrestling
  - IWGP Tag Team Championship (2) – con Rick Steiner
- Stars and Stripes Championship Wrestling
  - SSCW Heavyweight Championship (1)
- Pro Wrestling America
  - PWA Tag Team Championship (1) – con Rick Steiner
- Pro Wrestling Illustrated
  - 6º tra i 500 migliori wrestler singoli nella PWI 500 (1991)
  - 77º tra i 500 migliori wrestler singoli nella "PWI Years" (2003)
  - Tag Team of the Year (con Rick Steiner, 1990 e 1993)
- Ring Ka King
  - Ring Ka King Tag Team Championship (1) – con Abyss
  - World Cup of Ring Ka King (2012) – con Abyss, Deadly Danda, Sir Brutus Magnus e Sonjay Dutt
- Total Nonstop Action Wrestling
  - TNA World Tag Team Championship (2) – con Booker T (1) e Eli Drake (1)
- World Wrestling All-Stars
  - WWA World Heavyweight Championship (1)
- World Wrestling Association (Indianapolis)
  - WWA World Heavyweight Championship (1)
  - WWA World Tag Team Championship (1) – con Jerry Graham Jr.
- World Wide Wrestling Alliance
  - WWWA Heavyweight Championship (1)
- World Wrestling Council
  - WWC Universal Heavyweight Championship (1)
- World Wrestling Federation/Entertainment
  - WWF Tag Team Championship (2) – con Rick Steiner
  - WWE Hall of Fame (classe del 2022) – con Rick Steiner